# Dirk Sanders (football)
Pour les articles homonymes, voir Dirk Sanders et Sanders.
Dirk Sanders est un footballeur belge né le 30 septembre 1955 à Thourout. Il évoluait au poste de milieu.

## Biographie
Dirk Sanders évolue au Club Bruges KV de 1973 à 1978,,.
Lors de la saison 1975-1976, le club réalise le doublé coupe/championnat,.
Lors de la campagne européenne en Coupe UEFA 1975-1976, Sanders dispute 9 matchs dont le match retour de la finale. Bruges s'incline contre Liverpool (défaite 3-4 sur l'ensemble des deux matchs).
La saison suivante, Sanders dispute avec Bruges la Coupe des clubs champions. Lors de la campagne européenne 1976-77, il dispute un unique match de quart de finale contre le Borussia Mönchengladbach. Le Club Bruges s'arrête à ce stade de la compétition.
Lors de la saison 1977-78, le joueur est à nouveau sacré champion de Belgique,.
Pour la saison européenne, il dispute trois matchs dont la finale contre Liverpool perdue 0-1. La même année, il remporte le Trophée Jules Pappaert.
Sanders devient joueur du KRC Harelbeke en 1978,.
Après un passage au FC Eeklo Meetjesland, il raccroche les crampons en 1986,.

## Palmarès
Club Bruges
| - Championnat de Belgique (3) : - Champion : 1975-76, 1977-78 et 1978-79. - Coupe de Belgique (3) : - Champion : 1976-77. |  | - Coupe des clubs champions : - Finaliste : 1977-78. - Coupe UEFA : - Finaliste : 1975-76. |